# Fromentières (Marne)
Fromentières és un municipi francès, situat al departament del Marne i a la regió del Gran Est. L'any 2007 tenia 355 habitants.

## Demografia

### Població
El 2007 la població de fet de Fromentières era de 355 persones. Hi havia 131 famílies, de les quals 26 eren unipersonals (7 homes vivint sols i 19 dones vivint soles), 34 parelles sense fills, 60 parelles amb fills i 11 famílies monoparentals amb fills.
La població ha evolucionat segons el següent gràfic:
Habitants censats

### Habitatges
El 2007 hi havia 163 habitatges, 133 eren l'habitatge principal de la família, 10 eren segones residències i 20 estaven desocupats. 153 eren cases i 10 eren apartaments. Dels 133 habitatges principals, 106 estaven ocupats pels seus propietaris, 23 estaven llogats i ocupats pels llogaters i 4 estaven cedits a títol gratuït; 7 tenien dues cambres, 20 en tenien tres, 35 en tenien quatre i 71 en tenien cinc o més. 103 habitatges disposaven pel capbaix d'una plaça de pàrquing. A 55 habitatges hi havia un automòbil i a 70 n'hi havia dos o més.

### Piràmide de població
La piràmide de població per edats i sexe el 2009 era:
| Homes | Edats   | Dones |
| ----- | ------- | ----- |
| 0     | 95 o +  | 0     |
| 0     | 90 a 94 | 4     |
| 0     | 85 a 89 | 4     |
| 8     | 80 a 84 | 0     |
| 8     | 75 a 79 | 8     |
| 4     | 70 a 74 | 16    |
| 12    | 65 a 69 | 4     |
| 4     | 60 a 64 | 8     |
| 4     | 55 a 59 | 0     |
| 12    | 50 a 54 | 0     |
| 8     | 45 a 49 | 8     |
| 4     | 40 a 44 | 12    |
| 16    | 35 a 39 | 8     |
| 12    | 30 a 34 | 8     |
| 4     | 25 a 29 | 12    |
| 8     | 20 a 24 | 0     |
| 8     | 15 a 19 | 8     |
| 8     | 10 a 14 | 8     |
| 16    | 5 a 9   | 8     |
| 16    | 0 a 4   | 8     |

## Economia
El 2007 la població en edat de treballar era de 214 persones, 171 eren actives i 43 eren inactives. De les 171 persones actives 163 estaven ocupades (84 homes i 79 dones) i 9 estaven aturades (4 homes i 5 dones). De les 43 persones inactives 17 estaven jubilades, 10 estaven estudiant i 16 estaven classificades com a «altres inactius».

### Ingressos
El 2009 a Fromentières hi havia 138 unitats fiscals que integraven 386 persones, la mediana anual d'ingressos fiscals per persona era de 17.360 €.

### Activitats econòmiques
Dels 16 establiments que hi havia el 2007, 1 era d'una empresa de fabricació d'altres productes industrials, 1 d'una empresa de construcció, 6 d'empreses de comerç i reparació d'automòbils, 1 d'una empresa de transport, 3 d'empreses immobiliàries, 1 d'una empresa de serveis, 1 d'una entitat de l'administració pública i 2 d'empreses classificades com a «altres activitats de serveis».
Dels 3 establiments de servei als particulars que hi havia el 2009, 2 eren paletes i 1 saló de bellesa.
L'únic establiment comercial que hi havia el 2009 era una carnisseria.
L'any 2000 a Fromentières hi havia 14 explotacions agrícoles.

## Equipaments sanitaris i escolars
El 2009 hi havia 1 escola maternal i 1 escola elemental integrada dins d'un grup escolar amb les comunes properes formant una escola dispersa.

## Poblacions més properes
El següent diagrama mostra les poblacions més properes.